# Noah Mneney
Noah Hans Mneney (6 dicembre 2002) è un calciatore faroese, centrocampista dell'HB Tórshavn e della Nazionale faroese.

## Carriera

### Club
Mneney è cresciuto nelle giovanili dell'ÍF Fuglafjørður, per poi entrare a far parte di quelle del Víkingur Gøta. Ha esordito in Formuladeildin in data 18 agosto 2019, subentrando ad Adeshina Lawal nella vittoria per 2-1 sull'EB/Streymur. Il 2 agosto 2020 ha segnato la prima rete nella massima divisione locale, in un altro successo sull'EB/Streymur, stavolta col punteggio di 6-0.
Il 6 luglio 2022, Mneney ha debuttato nelle competizioni UEFA per club: il 6 luglio 2022, infatti, è stato titolare nella vittoria per 1-0 sull'Europa FC, sfida valida per le qualificazioni alla Conference League.
Il 30 gennaio 2023, i norvegesi del Bryne hanno reso noto il tesseramento di Mneney, che ha firmato un accordo triennale con il nuovo club. Il successivo 15 aprile ha esordito in 1. divisjon, sostituendo Christian Landu Landu nella sconfitta subita in casa del Ranheim per 2-1. Il 29 aprile ha realizzato la prima rete con la nuova maglia, nel 2-2 arrivato in casa del Sogndal.

### Nazionale
Mneney ha debuttato per le Fær Øer in data 19 novembre 2022, venendo schierato titolare in un'amichevole contro il Kosovo, terminata 1-1. Il 24 marzo 2023 ha giocato il primo incontro nelle qualificazioni al campionato europeo 2024, in occasione del pareggio per 1-1 maturato in casa della Moldavia.

## Statistiche

### Presenze e reti nei club
Statistiche aggiornate al 2 giugno 2023.
| Stagione             | Club                 | Campionato           | Campionato | Campionato | Coppe nazionali | Coppe nazionali | Coppe nazionali | Coppe continentali | Coppe continentali | Coppe continentali | Supercoppe | Supercoppe | Supercoppe | Totale | Totale |
| Stagione             | Club                 | Comp                 | Pres       | Reti       | Comp            | Pres            | Reti            | Comp               | Pres               | Reti               | Comp       | Pres       | Reti       | Pres   | Reti   |
| -------------------- | -------------------- | -------------------- | ---------- | ---------- | --------------- | --------------- | --------------- | ------------------ | ------------------ | ------------------ | ---------- | ---------- | ---------- | ------ | ------ |
| 2019                 | Víkingur Gøta        | 2D                   | 3          | 0          | CF              | 0               | 0               | -                  | -                  | -                  | -          | -          | -          | 3      | 0      |
| 2020                 | Víkingur Gøta        | 2D                   | 19         | 1          | CF              | 4               | 0               | -                  | -                  | -                  | -          | -          | -          | 23     | 1      |
| 2021                 | Víkingur Gøta        | 2D                   | 26         | 2          | CF              | 4               | 0               | -                  | -                  | -                  | -          | -          | -          | 30     | 2      |
| 2022                 | Víkingur Gøta        | 2D                   | 25         | 1          | CF              | 5               | 0               | UECL               | 4                  | 0                  | -          | -          | -          | 34     | 1      |
| Totale Víkingur Gøta | Totale Víkingur Gøta | Totale Víkingur Gøta | 73         | 4          |                 | 13              | 0               |                    | 4                  | 0                  |            | -          | -          | 90     | 4      |
| 2023                 | Bryne                | 1D                   | 6          | 1          | CN+CN           | 1+2             | 0+1             | -                  | -                  | -                  | -          | -          | -          | 9      | 2      |
| Totale               | Totale               | Totale               | 79         | 5          |                 | 16              | 1               |                    | 4                  | 0                  |            | -          | -          | 99     | 6      |